# Gelduba
Gelduba va ser una vila de la Germània Inferior, a la riba del Rin. Segons Plini el Vell era un «castellum Rheno impositum» (un castell a la vora del Rin).
Era un centre agrícola molt ric. L'any 69 s'hi va lliurar una batalla durant la revolta de Juli Civilis, on Dil·li Vòcula hi havia establert el seu campament. Segurament va fundar aquest assentament per poder maniobrar durant la revolta dels Bataus. Segons Tàcit, Gelduba va estar poc temps en mans dels romans i es va rendir amb la pressió de Civilis. Després de l'any 70 els romans hi van construir un fort auxiliar, segons es dedueix de l'Itinerari d'Antoní, que la situa a la riba esquerra del Rin, entre Novesium i Calo, a la via que anava de Colònia a Leiden. A les excavacions en aquell lloc s'han trobat nombroses monedes.
El fort era de fusta i es va reconstruir de pedra a la meitat del segle ii. Va ser la seu de la cohort II Varcinorum Equitata que encara la defensava al segle iii quan els francs la van destruir cap a l'any 256 o 257. Es va reconstruir, però els francs la van tornar a destruir l'any 275. Els romans el van tornar a aixecar i cap al 354 va ser atacada de nou, però encara existia al començament del segle v quan els francs el van ocupar definitivament. Consta encara l'existència del port fluvial al segle viii. Correspon a Gellep a la moderna Krefeld.